# Coordenadas esferoidales oblatas

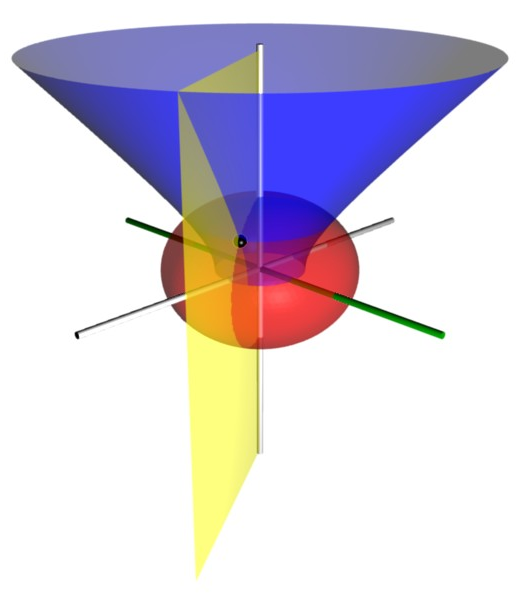
Figura 1: Isosuperficies de coordenadas para un punto P (mostrado como una esfera negra) en coordenadas esferoidales oblatas (μ, ν, φ). El eje z es vertical y los focos están en ±2. El esferoide oblato rojo (esfera aplanada) corresponde a μ= 1, mientras que el semihiperboloide azul corresponde a ν= 45°. El acimut φ= −60° mide el ángulo diedro entre el semiplano verde xz y el semiplano amarillo que incluye el punto P. Las coordenadas cartesianas de P son aproximadamente (1.09, −1.89, 1.66)

Las coordenadas esferoidales oblatas (también denominadas achatadas) son un sistema de referencia tridimensional ortogonal, que resulta de rotar un sistema de coordenadas elípticas bidimensional sobre el eje no focal de la elipse, es decir, el eje de simetría que separa los focos. De este modo, los dos focos se transforman en un anillo de radio {\displaystyle a} en el plano x-y. (La rotación sobre el otro eje produce un sistema de coordenadas esferoidales prolatas.) Las coordenadas esferoidales oblatas también pueden considerarse como un caso límite de las coordenadas elipsoidales en el que los dos semiejes mayores tienen la misma longitud.
Suelen ser útiles para resolver ecuaciones en derivadas parciales cuando las condiciones de contorno se definen en un esferoide o en un hiperboloide de revolución. Por ejemplo, desempeñaron un papel importante en el cálculo de los factores de fricción de Perrin, lo que contribuyó a la concesión del Premio Nobel de Física de 1926 a Jean Perrin. Estos factores de fricción determinan la difusión rotacional de las moléculas, lo que afecta a la viabilidad de muchas técnicas como la espectroscopia mediante resonancia magnética nuclear de proteínas y de las cuales se puede inferir el volumen hidrodinámico y la forma de las moléculas. Las coordenadas esferoidales oblatas también son útiles en problemas de electromagnetismo (como por ejemplo, para analizar la constante dieléctrica de moléculas achatadas cargadas), acústica (por ejemplo, en el estudio de la dispersión del sonido a través de un orificio circular), dinámica de fluidos (por ejemplo, para modelizar el flujo de agua a través de la boquilla de una manguera contra incendios) y la difusión de materiales y del calor (por ejemplo, en el caso del enfriamiento de una moneda al rojo vivo en un baño de agua).

## Definición (µ,ν,φ)

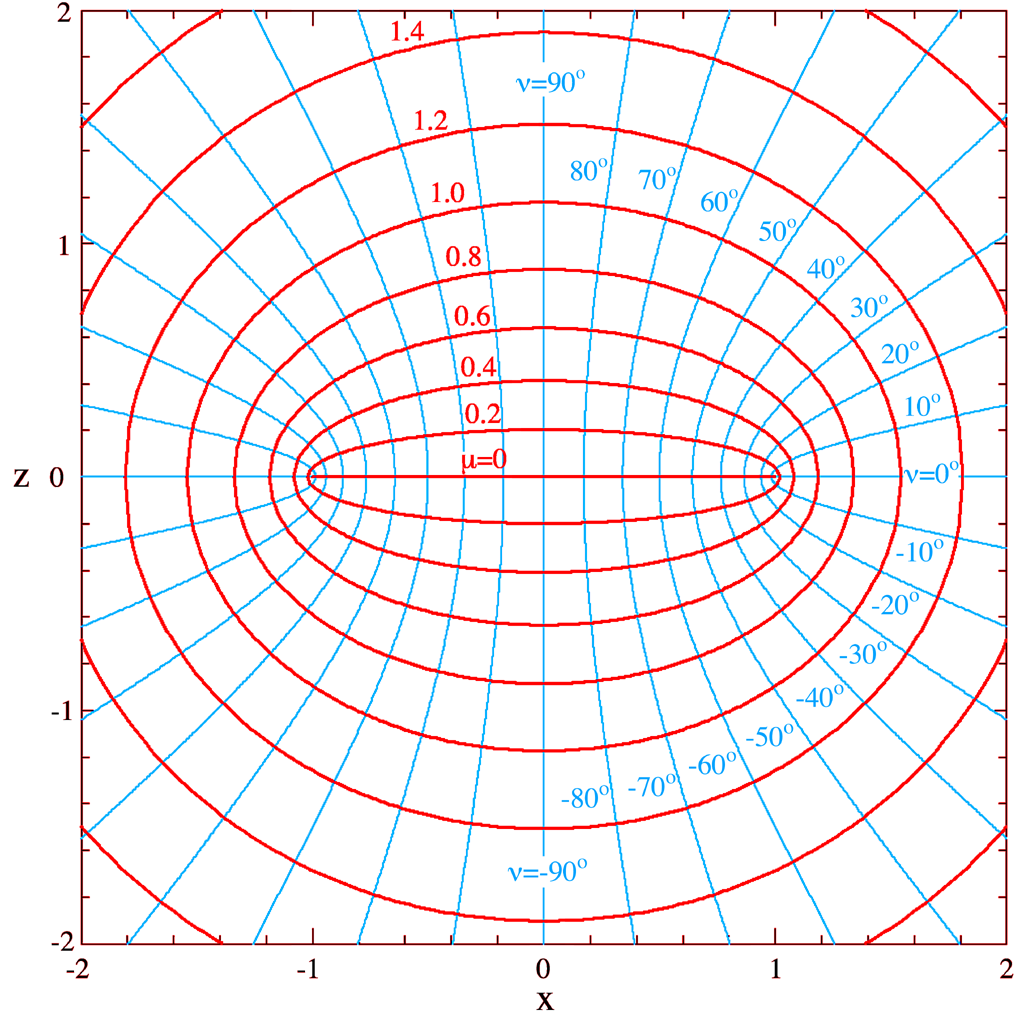
Figura 2: Representación gráfica de las coordenadas esferoidales oblatas μ y ν en el plano x-z, donde φ es cero y a es igual a uno. Las curvas de constante μ forman elipses rojas, mientras que las de constante ν forman semihipérbolas cian en este plano. El eje z discurre verticalmente y separa los focos; las coordenadas z y ν siempre tienen el mismo signo. Las superficies de constantes μ y ν en tres dimensiones se obtienen por rotación alrededor del eje z, y son las superficies roja y azul, respectivamente, en la Figura 1

La definición más común de las coordenadas esferoidales oblatas {\displaystyle (\mu ,\nu ,\varphi )} es
{\displaystyle {\begin{aligned}x&=a\ \cosh \mu \ \cos \nu \ \cos \varphi \\y&=a\ \cosh \mu \ \cos \nu \ \sin \varphi \\z&=a\ \sinh \mu \ \sin \nu \end{aligned}}}
donde {\displaystyle \mu } es un número real no negativo y el ángulo {\displaystyle \nu \in \left[-\pi /2,\pi /2\right]}. El ángulo azimutal {\displaystyle \varphi } puede caer en cualquier lugar de un círculo completo, entre {\displaystyle \pm \pi }. Estas coordenadas se prefieren sobre las alternativas a continuación porque no son degeneradas. El conjunto de coordenadas {\displaystyle (\mu ,\nu ,\varphi )} describe un único punto en coordenadas cartesianas {\displaystyle (x,y,z)}. Lo inverso también es cierto, excepto en el eje {\displaystyle z} y en el disco situado en el plano {\displaystyle xy} dentro del anillo focal.

### Superficies de coordenadas
Las superficies de µ constante forman esferoides oblatos, según la identidad trigonométrica
{\displaystyle {\frac {x^{2}+y^{2}}{a^{2}\cosh ^{2}\mu }}+{\frac {z^{2}}{a^{2}\sinh ^{2}\mu }}=\cos ^{2}\nu +\sin ^{2}\nu =1}
ya que son elipses rotadas sobre el eje z que separa sus focos. Una elipse en el plano x-z (Figura 2) tiene un semieje mayor de longitud a cosh µ en el eje x, mientras que su semieje menor tiene longitud a sinh µ en el eje z. Los focos de todas las elipse en el plano x-z están ubicados en el eje x en ±a.
De manera similar, las superficies de ν constante forman semi-hiperboloides de revolución de una sola hoja por la identidad trigonométrica hiperbólica
{\displaystyle {\frac {x^{2}+y^{2}}{a^{2}\cos ^{2}\nu }}-{\frac {z^{2}}{a^{2}\sin ^{2}\nu }}=\cosh ^{2}\mu -\sinh ^{2}\mu =1}
Para ν positivo, el semi-hiperboloide está por encima del plano x-y (es decir, tiene z positiva) mientras que para ν negativo, el semi-hiperboloide está por debajo del plano x-y (es decir, tiene z negativa). Geométricamente, el ángulo ν corresponde al ángulo de las asíntotas de la hipérbola. Los focos de todas las hipérbolas están ubicados de la misma manera en el eje x en ±a.

### Transformación inversa
Las coordenadas (μ, ν, φ) pueden calcularse a partir de las coordenadas cartesianas (x, y, z) de la siguiente manera. El ángulo azimutal φ se obtiene mediante la fórmula
{\displaystyle \tan \varphi ={\frac {y}{x}}}
El radio cilíndrico ρ del punto P se obtiene mediante
{\displaystyle \rho ^{2}=x^{2}+y^{2}}
y sus distancias a los focos en el plano definido por φ se obtienen mediante
{\displaystyle {\begin{aligned}d_{1}^{2}=(\rho +a)^{2}+z^{2}\\d_{2}^{2}=(\rho -a)^{2}+z^{2}\end{aligned}}}
Las coordenadas restantes µ y ν se pueden calcular a partir de las ecuaciones
{\displaystyle {\begin{aligned}\cosh \mu &={\frac {d_{1}+d_{2}}{2a}}\\\cos \nu &={\frac {d_{1}-d_{2}}{2a}}\end{aligned}}}
donde el signo de µ siempre es no negativo y el signo de ν es el mismo que el de z.
Otro método para calcular la transformada inversa es
{\displaystyle {\begin{aligned}\mu &=\operatorname {Re} \operatorname {arcosh} {\frac {\rho +zi}{a}}\\\nu &=\operatorname {Im} \operatorname {arcosh} {\frac {\rho +zi}{a}}\\\varphi &=\arctan {\frac {y}{x}}\end{aligned}}}
donde :{\displaystyle \rho ={\sqrt {x^{2}+y^{2}}}}; {\displaystyle \operatorname {IM} } es el operador parte imaginaria; y {\displaystyle \operatorname {Re} } es el operador parte real.

### Factores de escala
Los factores de escala para las coordenadas μ y ν son iguales
{\displaystyle h_{\mu }=h_{\nu }=a{\sqrt {\sinh ^{2}\mu +\sin ^{2}\nu }}}
mientras que el factor de escala azimutal es igual a
{\displaystyle h_{\varphi }=a\cosh \mu \ \cos \nu }
En consecuencia, un elemento de volumen infinitesimal es igual a
{\displaystyle dV=a^{3}\cosh \mu \ \cos \nu \ \left(\sinh ^{2}\mu +\sin ^{2}\nu \right)d\mu \,d\nu \,d\varphi }
y el laplaciano se puede escribir como
{\displaystyle \nabla ^{2}\Phi ={\frac {1}{a^{2}\left(\sinh ^{2}\mu +\sin ^{2}\nu \right)}}\left[{\frac {1}{\cosh \mu }}{\frac {\partial }{\partial \mu }}\left(\cosh \mu {\frac {\partial \Phi }{\partial \mu }}\right)+{\frac {1}{\cos \nu }}{\frac {\partial }{\partial \nu }}\left(\cos \nu {\frac {\partial \Phi }{\partial \nu }}\right)\right]+{\frac {1}{a^{2}\cosh ^{2}\mu \cos ^{2}\nu }}{\frac {\partial ^{2}\Phi }{\partial \phi ^{2}}}}
Otros operadores diferenciales como {\displaystyle \nabla \cdot \mathbf {F} } y {\displaystyle \nabla \times \mathbf {F} } se pueden expresar en las coordenadas (μ, ν, φ) sustituyendo los factores de escala en las fórmulas generales que se encuentran en coordenadas ortogonales.

### Vectores base
Los vectores base ortonormales para el sistema de coordenadas {\displaystyle \mu ,\nu ,\varphi } se pueden expresar en coordenadas cartesianas como
{\displaystyle {\begin{aligned}{\hat {e}}_{\mu }&={\frac {1}{\sqrt {\sinh ^{2}\mu +\sin ^{2}\nu }}}\left(\sinh \mu \cos \nu \cos \varphi {\boldsymbol {\hat {i}}}+\sinh \mu \cos \nu \sin \varphi {\boldsymbol {\hat {j}}}+\cosh \mu \sin \nu {\boldsymbol {\hat {k}}}\right)\\{\hat {e}}_{\nu }&={\frac {1}{\sqrt {\sinh ^{2}\mu +\sin ^{2}\nu }}}\left(-\cosh \mu \sin \nu \cos \varphi {\boldsymbol {\hat {i}}}-\cosh \mu \sin \nu \sin \varphi {\boldsymbol {\hat {j}}}+\sinh \mu \cos \nu {\boldsymbol {\hat {k}}}\right)\\{\hat {e}}_{\varphi }&=-\sin \varphi {\boldsymbol {\hat {i}}}+\cos \varphi {\boldsymbol {\hat {j}}}\end{aligned}}}
donde {\displaystyle {\boldsymbol {\hat {i}}},{\boldsymbol {\hat {j}}},{\boldsymbol {\hat {k}}}} son los vectores unitarios cartesianos. Aquí, {\displaystyle {\hat {e}}_{\mu }} es el vector normal externo a la superficie esferoidal oblata de {\displaystyle \mu } constante, {\displaystyle {\hat {e}}_{\varphi }} es el mismo vector unitario azimutal de coordenadas esféricas y {\displaystyle {\hat {e}}_{\nu }} se encuentra en el plano tangente a la superficie esferoidal oblata y completa el conjunto de una base dextrógira.

## Definición (ζ, ξ,φ{\displaystyle \varphi })
A veces se utiliza otro conjunto de coordenadas esferoidales oblatas, {\displaystyle (\zeta ,\xi ,\varphi )}, donde {\displaystyle \zeta =\sinh \mu } y {\displaystyle \xi =\sin \nu } (Smythe 1968). Las superficies de {\displaystyle \zeta } constante son esferoides oblatos y las curvas de {\displaystyle \xi } constante son los hiperboloides de revolución. La coordenada {\displaystyle \zeta } está restringida por {\displaystyle 0\leq \zeta <\infty } y {\displaystyle \xi } está restringida por {\displaystyle -1\leq \xi <1}.
La relación con las coordenadas cartesianas es
{\displaystyle {\begin{aligned}x=a{\sqrt {(1+\zeta ^{2})(1-\xi ^{2})}}\,\cos \varphi \\y=a{\sqrt {(1+\zeta ^{2})(1-\xi ^{2})}}\,\sin \varphi \\z=a\zeta \xi \end{aligned}}}

### Factores de escala
Los factores de escala para {\displaystyle (\zeta ,\xi ,\varphi )} son:
{\displaystyle {\begin{aligned}h_{\zeta }&=a{\sqrt {\frac {\zeta ^{2}+\xi ^{2}}{1+\zeta ^{2}}}}\\h_{\xi }&=a{\sqrt {\frac {\zeta ^{2}+\xi ^{2}}{1-\xi ^{2}}}}\\h_{\varphi }&=a{\sqrt {(1+\zeta ^{2})(1-\xi ^{2})}}\end{aligned}}}
Conociendo los factores de escala, se pueden calcular varias funciones de las coordenadas mediante el método general descrito en el artículo dedicado a las coordenadas ortogonales. El elemento de volumen infinitesimal es:
{\displaystyle dV=a^{3}\left(\zeta ^{2}+\xi ^{2}\right)d\zeta \,d\xi \,d\varphi }
El gradiente es:
{\displaystyle \nabla V={\frac {1}{h_{\zeta }}}{\frac {\partial V}{\partial \zeta }}\,{\hat {\zeta }}+{\frac {1}{h_{\xi }}}{\frac {\partial V}{\partial \xi }}\,{\hat {\xi }}+{\frac {1}{h_{\varphi }}}{\frac {\partial V}{\partial \varphi }}\,{\hat {\varphi }}}
La divergencia es:
{\displaystyle \nabla \cdot \mathbf {F} ={\frac {1}{a(\zeta ^{2}+\xi ^{2})}}\left\{{\frac {\partial }{\partial \zeta }}\left({\sqrt {1+\zeta ^{2}}}{\sqrt {\zeta ^{2}+\xi ^{2}}}F_{\zeta }\right)+{\frac {\partial }{\partial \xi }}\left({\sqrt {1-\xi ^{2}}}{\sqrt {\zeta ^{2}+\xi ^{2}}}F_{\xi }\right)\right\}+{\frac {1}{a{\sqrt {1+\zeta ^{2}}}{\sqrt {1-\xi ^{2}}}}}{\frac {\partial F_{\varphi }}{\partial \varphi }}}
y el laplaciano es igual a
{\displaystyle \nabla ^{2}V={\frac {1}{a^{2}\left(\zeta ^{2}+\xi ^{2}\right)}}\left\{{\frac {\partial }{\partial \zeta }}\left[\left(1+\zeta ^{2}\right){\frac {\partial V}{\partial \zeta }}\right]+{\frac {\partial }{\partial \xi }}\left[\left(1-\xi ^{2}\right){\frac {\partial V}{\partial \xi }}\right]\right\}+{\frac {1}{a^{2}\left(1+\zeta ^{2}\right)\left(1-\xi ^{2}\right)}}{\frac {\partial ^{2}V}{\partial \varphi ^{2}}}}

### Armónicos esferoidales oblatos
{VT|Función de onda esferoidal oblata}}
Como sucede con las coordenadas esféricas y los armónicos esféricos, la ecuación de Laplace puede resolverse por el método de separación de variables para obtener soluciones en forma de armónicos esferoidales oblatos, cuyo uso es conveniente cuando las condiciones de contorno se definen en una superficie con una coordenada esferoidal oblata constante.
Siguiendo la técnica del método de separación de variables, se escribe una solución para la ecuación de Laplace:
{\displaystyle V=Z(\zeta )\,\Xi (\xi )\,\Phi (\varphi )}
Esto produce tres ecuaciones diferenciales separadas en cada una de las variables:
{\displaystyle {\begin{aligned}{\frac {d}{d\zeta }}\left[(1+\zeta ^{2}){\frac {dZ}{d\zeta }}\right]+{\frac {m^{2}Z}{1+\zeta ^{2}}}-n(n+1)Z=0\\{\frac {d}{d\xi }}\left[(1-\xi ^{2}){\frac {d\Xi }{d\xi }}\right]-{\frac {m^{2}\Xi }{1-\xi ^{2}}}+n(n+1)\Xi =0\\{\frac {d^{2}\Phi }{d\varphi ^{2}}}=-m^{2}\Phi \end{aligned}}}
donde m es una constante que es un entero porque la variable φ es periódica, con un período de 2π. En consecuencia, n será entonces un entero. La solución para estas ecuaciones es:
{\displaystyle {\begin{aligned}Z_{mn}&=A_{1}P_{n}^{m}(i\zeta )+A_{2}Q_{n}^{m}(i\zeta )\\[1ex]\Xi _{mn}&=A_{3}P_{n}^{m}(\xi )+A_{4}Q_{n}^{m}(\xi )\\[1ex]\Phi _{m}&=A_{5}e^{im\varphi }+A_{6}e^{-im\varphi }\end{aligned}}}
donde {\displaystyle A_{i}} son constantes y {\displaystyle P_{n}^{m}(z)} y {\displaystyle Q_{n}^{m}(z)} son polinomios asociados de Legendre de primer y segundo tipo respectivamente. El producto de las tres soluciones se denomina armónico esferoidal oblato y la solución general de la ecuación de Laplace se escribe:
{\displaystyle V=\sum _{n=0}^{\infty }\sum _{m=0}^{\infty }\,Z_{mn}(\zeta )\,\Xi _{mn}(\xi )\,\Phi _{m}(\varphi )}
Las constantes se combinarán para producir solo cuatro constantes independientes para cada armónico.

## Definición (σ, τ,φ{\displaystyle \varphi })

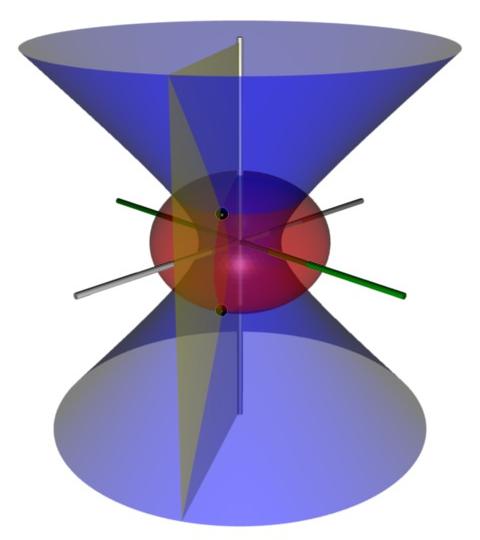
Figura 3: Isosuperficies coordenadas para un punto P (mostrado como una esfera negra) en las coordenadas esferoidales oblatas alternativas (σ, τ, φ). Como antes, el esferoide oblato correspondiente a σ se muestra en rojo, y φ mide el ángulo azimutal entre los semiplanos verde y amarillo. Sin embargo, la superficie de τ constante es un hiperboloide de una sola hoja, que se muestra en azul. Esto produce una degeneración doble, mostrada por las dos esferas negras ubicadas en (x, y, ±z)

A veces se utiliza un conjunto alternativo y geométricamente intuitivo de coordenadas esferoidales oblatas (σ, τ, φ), donde σ = cosh μ y τ = cos ν. Por lo tanto, la coordenada σ debe ser mayor o igual a uno, mientras que τ debe estar comprendida entre ±1, ambos valores inclusive. Las superficies de σ constante son esferoides oblatos, como lo eran los de μ constante, mientras que las superficies de τ constante son hiperboloides completos de revolución, incluidos los semihiperboloides correspondientes a ±ν. Por lo tanto, estas coordenadas son degeneradas: dos puntos en coordenadas cartesianas (x, y, ±z) se traducen en un conjunto de coordenadas (σ, τ, φ). Esta doble degeneración en el signo de z es evidente a partir de las ecuaciones que transforman las coordenadas esferoidales oblatas en coordenadas cartesianas
{\displaystyle {\begin{aligned}x&=a\sigma \tau \cos \varphi \\y&=a\sigma \tau \sin \varphi \\z^{2}&=a^{2}\left(\sigma ^{2}-1\right)\left(1-\tau ^{2}\right)\end{aligned}}}
Las coordenadas {\displaystyle \sigma } y {\displaystyle \tau } tienen una relación simple con las distancias al anillo focal. Para cualquier punto, la suma {\displaystyle d_{1}+d_{2}} de sus distancias al anillo focal es igual a {\displaystyle 2a\sigma }, mientras que su diferencia {\displaystyle d_{1}-d_{2}} es igual a {\displaystyle 2a\tau }. Por lo tanto, la distancia lejana al anillo focal es {\displaystyle a(\sigma +\tau )}, mientras que la distancia cercana es {\displaystyle a(\sigma -\tau )}.

### Superficies coordenadas
De manera similar a su contraparte μ, las superficies de σ constante forman esferoides oblatos
{\displaystyle {\frac {x^{2}+y^{2}}{a^{2}\sigma ^{2}}}+{\frac {z^{2}}{a^{2}\left(\sigma ^{2}-1\right)}}=1}
De manera similar, las superficies de τ constante forman hiperboloides de una sola hoja completa de revolución
{\displaystyle {\frac {x^{2}+y^{2}}{a^{2}\tau ^{2}}}-{\frac {z^{2}}{a^{2}\left(1-\tau ^{2}\right)}}=1}

### Factores de escala
Los factores de escala para las coordenadas esferoidales oblatas alternativas {\displaystyle (\sigma ,\tau ,\varphi )} son
{\displaystyle {\begin{aligned}h_{\sigma }=a{\sqrt {\frac {\sigma ^{2}-\tau ^{2}}{\sigma ^{2}-1}}}\\h_{\tau }=a{\sqrt {\frac {\sigma ^{2}-\tau ^{2}}{1-\tau ^{2}}}}\end{aligned}}}
mientras que el factor de escala azimutal es {\displaystyle h_{\varphi }=a\sigma \tau }.
Por lo tanto, el elemento de volumen infinitesimal se puede escribir como
{\displaystyle dV=a^{3}\sigma \tau {\frac {\sigma ^{2}-\tau ^{2}}{\sqrt {\left(\sigma ^{2}-1\right)\left(1-\tau ^{2}\right)}}}\,d\sigma \,d\tau \,d\varphi }
y el laplaciano es igual a
{\displaystyle \nabla ^{2}\Phi ={\frac {1}{a^{2}\left(\sigma ^{2}-\tau ^{2}\right)}}\left\{{\frac {\sqrt {\sigma ^{2}-1}}{\sigma }}{\frac {\partial }{\partial \sigma }}\left[\left(\sigma {\sqrt {\sigma ^{2}-1}}\right){\frac {\partial \Phi }{\partial \sigma }}\right]+{\frac {\sqrt {1-\tau ^{2}}}{\tau }}{\frac {\partial }{\partial \tau }}\left[\left(\tau {\sqrt {1-\tau ^{2}}}\right){\frac {\partial \Phi }{\partial \tau }}\right]\right\}+{\frac {1}{a^{2}\sigma ^{2}\tau ^{2}}}{\frac {\partial ^{2}\Phi }{\partial \varphi ^{2}}}}
Otros operadores diferenciales, como {\displaystyle \nabla \cdot \mathbf {F} } y {\displaystyle \nabla \times \mathbf {F} } se pueden expresar en las coordenadas {\displaystyle (\sigma ,\tau )} sustituyendo los factores de escala en las fórmulas generales que se encuentran en el artículo dedicado a las coordenadas ortogonales.
Como es el caso con las coordenadas esféricas, la ecuación de Laplace puede resolverse por el método de separación de variables para obtener soluciones en forma de armónicos esferoidales oblatos, cuyo uso es conveniente cuando las condiciones de contorno se definen en una superficie con una coordenada esferoidal oblata constante (véase Smythe, 1968).

### Sin convención de ángulos
- Morse PM, Feshbach H (1953). Methods of Theoretical Physics, Part I. New York: McGraw-Hill. p. 662. Utiliza ξ1 = a sen μ, ξ2 = sen ν, y ξ3 = cos φ.
- Zwillinger D (1992). Handbook of Integration. Boston, MA: Jones and Bartlett. p. 115. ISBN 0-86720-293-9. Igual que Morse & Feshbach (1953), sustituyendo uk por ξk.
- Smythe, WR (1968). Static and Dynamic Electricity (3rd edición). New York: McGraw-Hill.
- Sauer R, Szabó I (1967). Mathematische Hilfsmittel des Ingenieurs. New York: Springer Verlag. p. 98. LCCN 67025285. Utiliza coordenadas híbridas ξ = senh μ, η = sen ν y φ.

### Con convención de ángulos
- Korn GA, Korn TM (1961). Mathematical Handbook for Scientists and Engineers. New York: McGraw-Hill. p. 177. LCCN 59014456. Korn y Korn utilizan las coordenadas (μ, ν, φ), pero también introducen las coordenadas degeneradas (σ, τ, φ).
- Margenau H, Murphy GM (1956). The Mathematics of Physics and Chemistry. New York: D. van Nostrand. p. 182. LCCN 55010911. Como Korn y Korn (1961), pero utiliza colatitud θ = 90° - ν en lugar de latitud ν.
- Moon PH, Spencer DE (1988). «Oblate spheroidal coordinates (η, θ, ψ)». Field Theory Handbook, Including Coordinate Systems, Differential Equations, and Their Solutions (corrected 2nd ed., 3rd print edición). New York: Springer Verlag. pp. 31–34 (Table 1.07). ISBN 0-387-02732-7. Moon y Spencer utilizan la convención de colatitud θ = 90° - ν y renombran φ como ψ.

### Con convención de ángulos inusual
- Landau LD, Lifshitz EM, Pitaevskii LP (1984). Electrodynamics of Continuous Media (Volume 8 of the  Course of Theoretical Physics) (2nd edición). New York: Pergamon Press. pp. 19–29. ISBN 978-0-7506-2634-7. Trata las coordenadas esferoidales oblatas como un caso límite de las coordenadas elipsoidales generales. Utiliza coordenadas (ξ, η, ζ) que tienen las unidades de distancia al cuadrado.